# Beau Brummell (película de 1954)
Beau Brummell (El árbitro de la elegancia en España; El Hermoso Brummell en Hispanoamérica), es una película histórica de 1954 estrenada por Metro-Goldwyn-Mayer.
Producida por Sam Zimbalist, fue dirigida por Curtis Bernhardt sobre un guion escrito por Karl Tunberg basándose en la obra Beau Brummell de Clyde Fitch, inspirada en la vida de George Bryan Brummell.
La música fue compuesta por Richard Addinsell y Miklós Rózsa. La película está protagonizada por Stewart Granger como Beau Brummell, Elizabeth Taylor y Peter Ustinov como Jorge IV, príncipe de Gales.
Es un remake de una producción de Warner Bros. rodada en 1924 y protagonizada por John Barrymore como Brummel, Mary Astor y Willard Louis como el príncipe de Gales.

## Argumento
En 1796, el capitán George Brummell del 10º Regimiento de Húsares Real ofende al Príncipe de Gales con su franqueza directa y es despedido del ejército, pero su ingenio agudo, su buen gusto y su lengua afilada lo llevan a ser asesor personal del Príncipe. Cuando se descubre una conspiración contra Jorge III, tendrá que abandonar su placentera vida y actuar en consecuencia.

## Características de la versión
Es inusual ver a Stewart Granger con un traje de época y sin una espada. Aquí el actor inglés muestra más profundidad en su actuación de lo que generalmente se le permitía a los personajes aventureros que frecuentaba. Brummell, aún sin exactitud histórica, está aquí presentado como el orgulloso, pero en última instancia demasiado ambicioso dandi, cuya lengua suelta e ingenio arrogante lo arrojan de lo alto sociedad a una vida de penurias en Francia, huyendo de sus numerosos acreedores. La trama altera virtuosamente los hechos históricos en favor del lenguaje dramático cuando se produce un notable encuentro entre el Rey y un Brummel casi andrajoso.

## Elenco
- Stewart Granger como George Bryan "Beau" Brummell.
- Elizabeth Taylor Lady Patricia Belham.
- Peter Ustinov como Jorge IV.
- Robert Morley como el Rey.
- James Donald como Lord Edwin Mercer.
- James Hayter
- Rosemary Harris como Maria Anne Fitzherbert.
- Paul Rogers como William Pitt.
- Noel Willman como Lord George Gordon Byron.
- Peter Dyneley como Midger.
- Charles Carson como Sir Geoffrey Baker.
- Ernest Clark como Doctor Warren.
- Peter Bull como Mr. Fox
- Mark Dignam como Mr. Burke
- Desmond Roberts como Coronel.
- David Horne como Thurlow.
- Ralph Truman como Sir Ralph Sidley.
- Elwyn Brook-Jones como Mr. Tupp
- George De Warfaz como Doctor Dubois.
- Henry Oscar como Doctor Willis.
- Harold Kasket como Alcalde.